# تسوکومی، اوئیتا
تسوکومی در استان اوئیتا در کشور ژاپن واقع شده‌است که دارای جمعیت ۲۰٬۵۶۱ نفر و مساحت ۷۹٫۵۳ کیلومتر مربع با تراکم جمعیت ۲۵۹ نفر در کیلومترمربع است و در تاریخ ۱ آوریل ۱۹۵۱ به عنوان شهر شناخته شد.